# Ángel Gómez
Ángel Gómez Gómez (født 13. maj 1981) er en spansk tidligere professionel cykelrytter.